# Esclavo I
El Esclavo I es el nombre de una nave espacial que aparece en varias películas, cómics y novelas relacionadas con la saga cinematográfica Star Wars.
En esta saga se define como una nave clase Firespray, una nave para labores policiales y de transporte que fueron inicialmente usadas en el asteroide penal Oovo IV. La nave es inusual porque vuela en forma vertical, al elevarse gira 90 grados y su base de vuelve en el propulsor y su cabina montada en la parte superior mira al frente.
Sus dueños Jango Fett y Boba Fett le incorporaron numerosas modificaciones y la adaptaron para su profesión de cazarrecompensas, para rastrear, perseguir y capturar a sus presas.

## Historia

### Origen de la nave
Jaster's Legacy propiedad de su maestro y mentor Jaster Meerel era la nave que Jango Fett usaba antes del Esclavo I, hasta que en una misión en Oovo IV Zam Wessell destruyó su nave. Entonces junto con ella logró escapar en una de las pocas naves clase Firespray estacionadas en los hangares del penal, destruyendo en el escape todas las que estaban estacionadas pera evitar que lo persiguieran. De esta forma se quedó con la única en su tipo. Hasta que tiempo después Sistemas Kuat lanzó otra serie de naves clase Firespray.

### A la caza del Halcón Milenario
Boba Fett pilotó el Esclavo I cuando siguió al Halcón Milenario desde el Sistema Anoat al planeta Bespin justo después de la Batalla de Hoth.

### Perdida temporal de la nave
Después de que se le creyó muerto por el Sarlacc en el Gran Pozo de Carkoon. La Alianza Rebelde se hizo de ella y la confiscó en el planeta Grakouine.
Sin embargo en los tiempos de cambio que se vivían la nave quedó olvidada.
Después de que Boba Fett escapó del Sarlacc, usaba una nave sustituta de nombre Esclavo II, en la que intento recapturar a Han Solo. Sin embargo en una ocasión cuando seguía al Halcón en Byss, chocó con el escudo planetario durante el descenso, inhabilitando la nave. Boba logró comprar Esclavo I de forma legal y continuó su acosando a contrabandista por la galaxia.

## Características
Aunque considerada rara en la galaxia y obsoleta, Jango y Boba revirtieron esto haciendo configuraciones personalizadas, constantes reconstrucciones y actualizaciones.
Los peculiares rasgos de las naves Firespray en vuelo también se encontraban en la Esclavo I. 
Dos tercios de la masa de la nave estaban ocupados por unos generadores de energía y unos sistemas de propulsión. con una velocidad máxima en atmósfera de 1000 km/h y una velocidad sublumínica de 70 MGLT, los motores F-31 de Sistemas de Ingeniería Kuat podían comparase con los de los más veloces caza Ala-Y de la Alianza Rebelde.
La nave también iba equipada con un sistema de Hiperimpulsor Clase Uno, pero el origen de la creación y montaje de los motores para alcanzar la velocidad de la luz se desconoce.
Los cuatro generadores de energía XF-16 también fueron obra de sistemas de Ingeniería Kuat y proporcionaban a la Esclavo I una gran energía en sus operaciones. Los perseguidores apenas podían alcanzar esta nave y los fugitivos rara vez lograban escapar.
Para protegerse, Boba empleaba un distorsionador de censores ilegal y sistemas de interferencias. Este equipo permitía efectuar aterrizajes planetarios y aproximaciones sin alertar a las sondas de reconocimiento estándares.

### Casco y Armas
El casco reforzado estaba repleto de armas y de múltiples aparatos escondidos. Además de los cañones blaster dobles propios de este tipo de naves, la Esclavo I incorporaba un lanzador de misiles tubo de movimiento dymek (de una sola orientación) y un cañón iónico.
En el extremo de la cola escondía una torreta extensible y multidireccional que albergaba un proyector de rayos y dos lanzadores de torpedos de protones. En ocasiones, los lanzatorpedos eran utilizados para desplegar cabezas equipadas con buscadores de señales y rastreadores. Esta tecnología podía rastrear una nave aunque estuviera viajando por el hiperespacio, y se empleaba conjuntamente con un grupo de transmisores-receptores ilegales HoloRed modificados. También tiene un lanzador de cargas sísmicas, que usa en el episodio II, cuando Jango persigue a Obi- Wan Kenobi.

## Detrás de cámaras
Hubo unas tomas dentro del Esclavo I para El Imperio Contraataca, pero se decidió eliminarlas. 

## Apariciones
- Star Wars: Episode II - Attack of the Clones
- Boba Fett: Salvage
- Star Wars: Episode V - The Empire Strikes Back
- The Mandalorian